# 立陶宛苏维埃社会主义共和国国旗
立陶宛蘇維埃社會主義共和國國旗（俄语：Флаг Литовской ССР）是立陶宛蘇維埃社會主義共和國的國旗。最後一個版本啟用於1953年7月15日。
立蘇戰爭期間，立陶宛蘇維埃社會主義共和國以紅旗為國旗，後來也被立陶宛-白俄羅斯蘇維埃社會主義共和國所用。
當1940年立陶宛蘇維埃社會主義共和國作為蘇聯加盟共和國再度建立以後，最初的國旗左上角為红色五角星和錘子与镰刀，上方以無襯線體書有LIETUVOS TSR（共和國的立陶宛語縮寫）。第二個版本為三色旗樣式，基於蘇聯國旗，左上角维持红色五角星和錘子与镰刀的图案，但在下方加上白綠二色的橫條。三色的比例為8:1:3。绿色象征温暖的大自然，白色代表纯洁。
1989年3月20日，立陶宛从苏联独立，恢复使用三色旗。目前，立陶宛当局视苏联时期为亡国时期，故立陶宛蘇維埃社會主義共和國國旗在立陶宛境内被禁止公开展示，同时被禁止的还有苏联国旗、红色五角星及锤子与镰刀等标志。
- 1918年-1919年
- 1940年-1953年
- 1953年-1988年
- 1988年-1991年